# Línea 42B (Movibus)
La línea 42B de la red de autobuses interurbanos de la Región de Murcia (Movibus) une Portmán con La Unión.

## Características
Esta línea une el municipio de La Unión con Portmán, siendo el único transporte público de dicha localidad.
Desde el 3 de diciembre de 2021, con la entrada en vigor de la primera fase de Movibus, la línea es gestionada por la Consejería de Fomento e Infraestructuras de la Región de Murcia.
Desde diciembre de 2023, adopta su numeración correspondiente a la red de Movibus, pasando a ser la línea 42B.
Pertenece a la concesión RMU-004 "Metropolitana Cartagena-Mar Menor", y es operada por ALSA (TUCARSA).

## Horarios

### Invierno
| Lunes a viernes laborables | Lunes a viernes laborables | Sábados laborables, domingos y festivos | Sábados laborables, domingos y festivos |
| Portmán > La Unión         | La Unión > Portmán         | Portmán > La Unión                      | La Unión > Portmán                      |
| 07:30                      | 07:00                      | 07:45                                   | 07:15                                   |
| 10:45                      | 10:30                      | 11:00                                   | 10:30                                   |
| 14:45                      | 14:30                      | 15:00                                   | 14:30                                   |
| 20:45                      | 20:30                      | 20:45                                   | 20:15                                   |

### Verano
| Lunes a viernes laborables | Lunes a viernes laborables | Sábados laborables, domingos y festivos | Sábados laborables, domingos y festivos |
| Portmán > La Unión         | La Unión > Portmán         | Portmán > La Unión                      | La Unión > Portmán                      |
| 07:45                      | 07:30                      | 07:45                                   | 07:15                                   |
| 10:45                      | 10:30                      | 11:00                                   | 10:30                                   |
| 14:45                      | 14:30                      | 15:00                                   | 14:30                                   |
| 20:45                      | 20:30                      | 20:45                                   | 20:15                                   |

## Recorrido y paradas

### Sentido La Unión
| Parada                                  | Común con     | Conexión con Cercanías |
| --------------------------------------- | ------------- | ---------------------- |
| Portman III                             |               |                        |
| Portman II                              |               |                        |
| Portman I                               |               |                        |
| La Esperanza                            | 42A           |                        |
| Tanatorio                               |               | La Esperanza           |
| Mayor (Par) - El Punto                  | 42A           |                        |
| Mayor (Par) - Ayuntamiento              | 42A           |                        |
| Mayor - Plaza Joaquín Costa             | 42A           |                        |
| Espartero (Impar) - Casas del Sindicato | 42A           |                        |
| Calle Real                              | 21 42A 42C 43 |                        |

### Sentido Portmán
| Parada                          | Común con     | Conexión con Cercanías |
| ------------------------------- | ------------- | ---------------------- |
| Calle Real                      | 21 42A 42C 43 |                        |
| Carrera de Irún - Polideportivo | 42A           |                        |
| Carrera de Irún - Cassola       | 42A           |                        |
| Mayor (Impar) - El Punto        | 42A           |                        |
| Tanatorio                       | 42A           | La Esperanza           |
| La Esperanza                    | 42A           |                        |
| Portman I                       |               |                        |
| Portman II                      |               |                        |
| Portman III                     |               |                        |